# Всё ещё связанные
«Всё ещё свя́занные» (англ. Still Star-Crossed) — американский телевизионный сериал производства Шонды Раймс и созданный Хизер Митчелл, премьера которого состоялась на телеканале ABC 29 мая 2017 года. Сериал основан на одноименной книге Мелинды Тауб и является сиквелом трагедии Уильяма Шекспира «Ромео и Джульетта».
В июне 2017 года сериал был закрыт после одного сезона.

## Сюжет
В центре сюжета находится Розалин (в исполнении Лашаны Линч), кузина Джульетты, в которую был безответно влюблен Ромео до Джульетты. События сериала разворачиваются после смерти Ромео и Джульетты и родителей Розалин, которой, будучи чёрной женщиной в 16-м веке, приходится столкнуться с расизмом и работой прислугой в доме её тети и дяди Капулетти (Зулейка Робинсон и Энтони Хэд).

## В ролях

### Основной состав
- Грант Боулер в роли лорда Дамиано Монтекки
- Уэйд Бриггс в роли Бенволио Монтекки
- Торранс Кумбс в роли графа Пэриса
- Дэн Хильдебранд в роли монаха Лоуренса
- Лашана Линч в роли Розалин Капулетти
- Медальон Рахими в роли принцессы Изабеллы
- Зулейка Робинсон в роли леди Джулианы Капулетти
- Стерлинг Сулейман в роли принца Эскала
- Сьюзан Вулдридж в роли няни
- Эбони Ноил в роли Ливии
- Энтони Хэд в роли лорда Сильвестро Капулетти

### Второстепенный состав
- Люсьен Лависконт в роли Ромео Монтекки
- Клара Ругор в роли Джульетты Капулетти
- Грегг Чиллин в роли Меркуцио
- Шазад Латиф в роли Тибальта Капулетти

## Производство

### Разработка
14 декабря 2015 года, было объявлено, что регулярный сценарист сериалов Шонды Раймс Хизер Митчелл пишет сценарий пилота для ABC, который описывается как сиквел для «Ромео и Джульетта» Still Star-Crossed основан на книге Мелинды Тауб. Шонда Раймс и Бетси Бирс служат исполнительными продюсерами вместе с ShondaLand, ABC Studios и The MrG Production Company Майкла Р. Голдштейна
. 21 января 2016 года канал заказал съемки пилотного эпизода для сезона 2016-17 годов.
Майкл Оффер, снявший пилот «Как избежать наказания за убийство», был приглашен на место режиссёра пилотного эпизода. Съемки проходили в Кастилия-Леон, Испания, с 18 апреля 2016 по 2 мая 2016 года. 12 мая 2016 года канал утвердил пилот и дал зелёный свет на производство первого сезона.

### Кастинг
2 марта 2016 года было объявлено, что Зулейка Робинсон, Лашана Линч, Торранс Кумбс, Уэйд Бриггс и Эбони Ноил были наняты на регулярные роли в пилоте Британка Линч была  утверждена на главную роль в сериале, Розалин, чёрную кузину Джульетты, а Робинсон — злобную леди Капулетт.Уэйд Бриггс получил основную мужскую роль, Ноил тем временем взяла на себя роль сестры Розалин, а Кумбс — вероятного злодея. 15 марта было объявлено, что Медальон Рахими, ранее дебютировавшая в сериале «Улов», будет играть принцессу. Стерлинг Сулейман затем присоединился в роли принца и любовного интереса Розалин. 22 марта Дэн Хильдебранд получил роль монаха. 7 апреля было объявлено, что Грант Боулер будет играть лорда Монтекки, а на следующий день Энтони Хэд взял на себя роль лорда Капулетт. Люсьен Лависконт и Клара Ругард позже получили роли умирающих в пилотном эпизоде Ромео и Джульетты.